# Trönninge
Trönninge – miejscowość (tätort) w Szwecji, w regionie administracyjnym (län) Halland, w gminie Halmstad.
Według danych Szwedzkiego Urzędu Statystycznego liczba ludności wyniosła: 1569 (31 grudnia 2015), 1633 (31 grudnia 2018) i 1657 (31 grudnia 2019).